# Self Portrait
Self Portrait é o décimo álbum de estúdio do cantor Bob Dylan, lançado a 8 de junho de 1970.
O disco recebeu críticas muito pobres, inclusive Greil Marcus da revista Rolling Stone, disse: "O que é esta porcaria?"
Considerando os trabalhos anteriores de Dylan, o disco deixa muito a desejar. Além de conter um exagerado número de regravações (o que irritou os críticos), a maioria das canções se parecem muito, diferenciando-se do seu álbum anterior, Nashville Skyline, que é bem eclético.
O disco atingiu o nº 4 do Pop Albums.
| Críticas profissionais                                                      | Críticas profissionais |
| Avaliações da crítica                                                       | Avaliações da crítica  |
| Fonte                                                                       | Avaliação              |
| --------------------------------------------------------------------------- | ---------------------- |
| Allmusic                                                                    | [ 3 ]                  |
| Esta tabela precisa de ser acompanhada por texto em prosa. Consulte o guia. |                        |

## Faixas

### Lado 1
1. "All the Tired Horses" (Dylan) – 3:12
2. "Alberta #1" (Tradicional, arranjos por Dylan) – 2:57
3. "I Forgot More Than You'll Ever Know" (Cecil A. Null) – 2:23
4. "Days of '49" (Alan Lomax, John Lomax, Frank Warner) – 5:27
5. "Early Mornin' Rain" (Gordon Lightfoot) – 3:34
6. "In Search of Little Sadie" (Tradicional, arranjos por Dylan) – 2:27

### Lado 2
1. "Let It Be Me" (Gilbert Bécaud, Mann Curtis, Pierre Delanoë) – 3:00
2. "Little Sadie" (Tradicional, arranjos por Dylan) – 2:00
3. "Woogie Boogie" (Dylan) – 2:06
4. "Belle Isle" (Tradicional, arranjos por Dylan) – 2:30
5. "Living the Blues" (Dylan) – 2:42
6. "Like a Rolling Stone" (Ao vivo) (Dylan) – 5:18
  - Gravado ao vivo a 31 de Agosto de 1969 no Isle of Wight Festival.

### Lado 3
1. "Copper Kettle (The Pale Moonlight)" (Alfred Frank Beddoe) – 3:34
2. "Gotta Travel On" (Paul Clayton, Larry Ehrlich, David Lazar, Tom Six) – 3:08
3. "Blue Moon" (Lorenz Hart, Richard Rodgers) – 2:29
4. "The Boxer" (Paul Simon) – 2:48
5. "The Mighty Quinn (Quinn the Eskimo)" (Ao vivo) (Dylan) – 2:48
  - Gravado ao vivo a 31 de Agosto de 1969 no Isle of Wight Festival.
6. "Take Me as I Am (Or Let Me Go)" (Boudleaux Bryant) – 3:03

### Lado 4
1. "Take a Message to Mary" (Felice Bryant, Boudleaux Bryant) – 2:46
2. "It Hurts Me Too" (Tradicional, arranjos por Dylan) – 3:15
3. "Minstrel Boy" (Ao vivo) (Dylan) – 3:32
  - Gravado ao vivo a 31 de Agosto de 1969 no Isle of Wight Festival.
4. "She Belongs to Me" (Ao vivo) (Dylan) – 2:43
  - Gravado ao vivo a 31 de Agosto de 1969 no Isle of Wight Festival.
5. "Wigwam" (Dylan) – 3:09
6. "Alberta #2" (Tradicional, arranjos por Dylan) – 3:12